# Öresland
Öresland kan avse:
1. En medeltida jordvärderingsenhet, se Markland.[1][2][3]
2. Ett senare (från 1600-talet) så kallat geometriskt öresland = 3 tunnland = cirka 12 000–15 000 m²[1][2][3]